# Drnovec
Drnovec (německy Kleingrün) je vesnice, část města Cvikov v okrese Česká Lípa. Nachází se asi 1,5 kilometru východně od Cvikova směrem na Jablonné v Podještědí. Prochází zde silnice I/13. Drnovec je také název katastrálního území o rozloze 2,48 km².
Do katastru obce zasahuje přírodní památka Dutý kámen. Od 14. listopadu 1996 je vedena i v celostátním seznamu kulturních památek. Od Drnovce je oddělena frekventovanou silnicí I/13. Z vesnice k ní vede zeleně značená turistická trasa. Na katastru Drnovce je 586 metrů vysoký Zelený vrch s kamenným divadlem a Schillerovou vyhlídkou.

## Historie

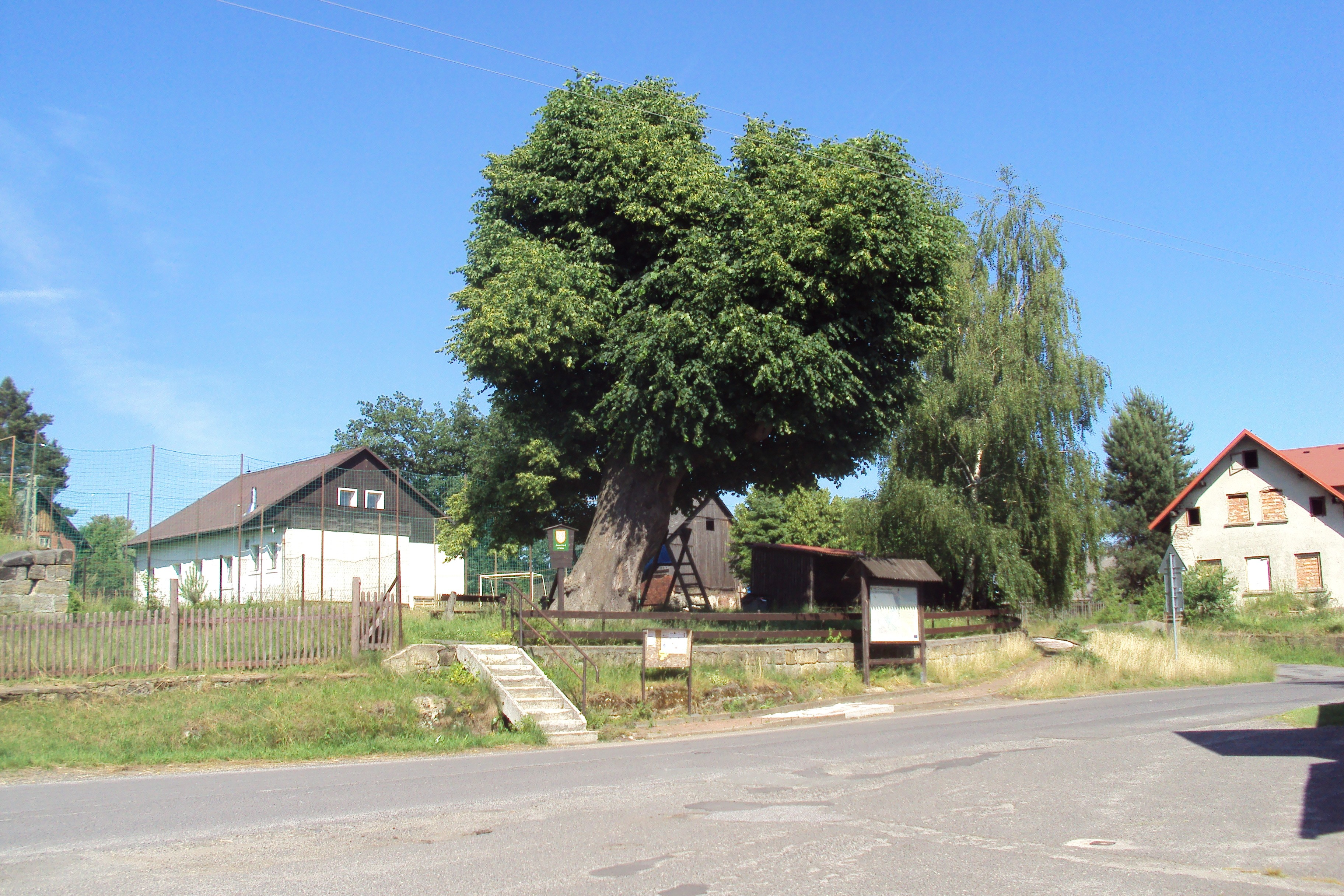
Chráněná lípa v Drnovci

První písemná zmínka o vesnici pochází z roku 1391. Do roku 1946 se vesnice jmenovala Malý Grün, německy Klein Grün nebo Kleingrün.